# Anderson Lake (British Columbia)
Der Anderson Lake ist ein See, der rund 40 km westlich von Lillooet in der kanadischen Provinz British Columbia liegt.

## Lage
Der Anderson Lake ist ein etwa 21 km langer See in den nördlichen Ausläufern der Lillooet Ranges und bedeckt eine Fläche von etwa 28,5 km². Hauptzufluss ist der Gates River, Hauptabfluss der Seton River, der in den Seton Lake fließt und weiter in den Fraser River mündet.
Der Seton und der Anderson Lake waren ursprünglich ein zusammenhängender See, der jedoch durch einen Erdrutsch vor mindestens 8.000 Jahren geteilt wurde. Dabei entstand die Seton Portage, die für die Douglas Road, den Hauptzuwanderungsweg während des Fraser-Canyon-Goldrauschs der Jahre 1858 bis 1859 von großer Bedeutung war. Auf dem durch den Erdrutsch entstandenen Landstück liegt auch der Seton Portage Historic Provincial Park.
An der Nordseite des Sees befindet sich die Südostflanke der Bendor Range. An ihrem Fuß wurde die British Columbia Railway errichtet, die heute zu Canadian National Railways gehört. Sie war ursprünglich ein Teil der Pacific Great Eastern Railway. Ein Pfad führt von D’Arcy über den McGillivray-Pass zu den Goldgräberorten Bralorne und Pioneer.

## Geschichte

### Frühgeschichte
Mindestens zwei Dörfer standen in voreuropäischer Zeit am See. Diese waren Nkua'tkwa und Nka'int von den Lillooet, wie die St'at'imc genannt wurden, in deren Territorium der See lag. Die dort ansässigen Gruppen wurden Anfang des 19. Jahrhunderts von rund 500 Männern angegriffen, die unter anderem zu den Secwepemc und den Okanagan gehörten. Auch zwischen diesen Gruppen gab es Spannungen, doch empfand man gemeinsame Sprache, Kultur und den Handel als zu stark bindende Kräfte, um es zu offenem Krieg kommen zu lassen. Sie wurden später als Seton Lake und Anderson Lake Band bezeichnet. 1974 zählte man 144 Angehörige der letzteren, davon lebten 77 als Bewohner im Anderson Lake Reserve. 1992 waren es 82.

### Hudson’s Bay Company (ab 1827)
Der erste Europäer in der Region war Francis Ermatinger von der Hudson’s Bay Company. Er ging 1827 von Fort Kamloops über den Peseline- oder Pasilico-See (heute Seton und Anderson Lakes) und über den Li-Li-What [Lillooet River].
Alexander Caulfield Anderson (1814–1884) von der Hudson’s Bay Company benannte den See nach seinem Großvater James Anderson. Er hatte die Gegend untersucht, um einen Pfad für die Pelzhändler von Fort Kamloops zum unteren Frasertal zu finden. 1858 erhielt er von Gouverneur James Douglas den Auftrag, eine Route vom Harrison Lake über die Seen der Region nach Lillooet ausfindig zu machen, die den Hauptzugang zu den Goldfeldern am oberen Fraser und im Cariboo-Gebiet darstellten (Cariboo-Goldrausch). Bei dieser Gelegenheit benannte er den zweiten See nach seinem verstorbenen Cousin Colonel Alexander Seton. Nach dem untergegangenen Schiff, dessen Truppen Seton kommandiert hatte, wurde die Verbindungsstraße Birkenhead Strait genannt. Die Douglas Road entstand ab 1858, doch kam sie schnell wieder außer Gebrauch, obwohl sie häufig ausgebessert und umgebaut wurde.

### Erste nicht-indianische Siedlung: Port Anderson (ab 1858), Reservat (1858)
Die erste von Europäern gegründete Siedlung am See entstand 1858 mit Port Anderson, dem heutigen D’Arcy, am Südende des Sees. Von dort ging es per Kanu, noch bevor die Wagon Road gebaut wurde, mit zwei Fähren bis zum Nordende des Sees, wo eine knapp 3 km lange Portage überwunden werden musste, um in den Seton-See zu kommen. Am Ende dieses Sees war man schon nahe an den ersten Goldgräberorten. Im September desselben Jahres der Gründung von Port Anderson wurden die N'Quatqua in ein Reservat gedrängt. Ihr Häuptling Thomas Jack unterzeichnete 1911 die Lillooet Declaration, mit der sich die verschiedenen Gruppen, die sich zu ihnen rechneten, gegen die Landenteignung wehren wollten.

### Eisenbahnbau, Internierungslager für Japaner
Im Zuge der Eisenbahnbauten, die die atlantische mit der pazifischen Küste Kanadas verbinden sollten, entstand, um auch Nebenstrecken zu erschließen, die Pacific Great Eastern Railway, die auch den Anderson Lake berührte. Sie verband den Howe Sound nördlich von Vancouver am Pazifik mit Prince George, wo die Bahn nach rund 750 km ankommen sollte. In dieser Zeit erhielt Port Anderson seinen heutigen Namen nach dem Politiker Thomas D’Arcy McGee, der ein Gegner des Anschlusses von Kanada an die USA war. Er war am 7. April 1868 ermordet worden.
Am See liegt der Ort D’Arcy oder N'Quatqua sowie McGillivray Falls. Hier wurden während des Zweiten Weltkriegs Japanern und japanischstämmigen Kanadier interniert. Allerdings waren die Bedingungen nicht so brutal, wie an anderen Orten. Die Abgelegenheit des Ortes gestattete es, die Männer in der Holzwirtschaft einzusetzen.

### Landmanagement wieder bei den N'Quatqua (ab 1999)
Seit 1999 liegt das Landmanagement in den Händen der N'Quatqua, denen am See zwei Reservate gehören. Diese sind Anderson Lake 5 mit einer Fläche von 594,6 ha und mit 177 ha Nequatque 1, das praktisch dem Dorf N'Quatqua an der Mündung des Gates River in den Anderson Lake entspricht.